# Natalia Christofi
Natalia Christofi (griechisch Ναταλία Χριστοφή; * 10. Februar 1997 in Larnaka) ist eine zyprische Hürdenläuferin, die sich auf die 100-Meter-Distanz spezialisiert hat.

## Sportliche Laufbahn
Erste internationale Erfahrungen sammelte Natalia Christofi im Jahr 2013, als sie bei den Spielen der kleinen Staaten von Europa (GSSE) in Luxemburg in 14,32 s die Goldmedaille gewann. Anschließend schied sie bei den Junioreneuropameisterschaften in Rieti mit 14,34 s in der ersten Runde aus und verpasste auch mit der zyprischen 4-mal-100-Meter-Staffel mit 47,20 s den Finaleinzug. Im Jahr darauf schied sie bei den Juniorenweltmeisterschaften in Eugene mit 14,27 s im Vorlauf aus und anschließend belegte sie bei den Olympischen Jugendspielen in Nanjing in 13,99 s den siebten Platz. 2015 schied sie bei den Junioreneuropameisterschaften in Eskilstuna mit 13,97 s im Halbfinale aus und im Jahr darauf konnte sie ihren Vorlauf bei den U20-Weltmeisterschaften in Bydgoszcz nicht beenden. 2017 siegte sie in 13,64 s bei den GSSE in Serravalle und belegte in der 4-mal-100-Meter-Staffel in 47,14 s den vierten Platz. Anschließend schied sie bei den U23-Europameisterschaften in Bydgoszcz mit 13,81 s im Halbfinale aus. 2018 nahm sie an den Commonwealth Games im australischen Gold Coast teil und scheiterte dort mit 13,66 s in der ersten Runde und belegte anschließend in 13,34 s den vierten Platz bei den U23-Mittelmeermeisterschaften in Jesolo. Daraufhin wurde sie in 13,63 s Siebte bei den Mittelmeerspielen in Tarragona und bei den Balkan-Meisterschaften in Stara Sagora klassierte sie sich mit 13,36 s auf dem vierten Platz. Anschließend schied sie bei den Europameisterschaften in Berlin mit 13,53 s in der Vorrunde aus.
2019 erreichte sie in 14,01 s Rang 20 bei den Europaspielen in Minsk und zuvor belegte sie in 8,44 s den ersten Platz im B-Finale über 60 m Hürden bei den Balkan-Hallenmeisterschaften in Istanbul. 2021 wurde sie bei den Balkan-Meisterschaften in Smederevo mit neuem Landesrekord von 13,17 s Vierte und 2022 gewann sie bei den Balkan-Hallenmeisterschaften in Istanbul in 8,10 s die Silbermedaille über 60 m Hürden hinter der Rumänin Anamaria Nesteriuc, ehe sie bei den Hallenweltmeisterschaften in Belgrad mit 8,20 s nicht über den Vorlauf hinauskam. Anfang Juli schied sie bei den Mittelmeerspielen in Oran mit 13,48 s im Vorlauf aus. Auch bei den Commonwealth Games in Birmingham sowie den Europameisterschaften in München kam sie mit 13,42 s und 13,53 s nicht über die erste Runde hinaus. Im Jahr darauf erreichte sie bei den Halleneuropameisterschaften in Istanbul das Halbfinale über 60 m Hürden, ging dort aber nicht mehr an den Start. Anfang Juli siegte sie in 13,01 s bei den GSSE in Marsa und wurde dann bei der 2. Liga der Team-Europameisterschaft im Rahmen der Europaspiele in Chorzów in 13,05 s Dritte. Im Juli siegte sie in 12,86 s bei den Balkan-Meisterschaften in Kraljevo und schied dann bei den Weltmeisterschaften in Budapest mit 13,15 s im Halbfinale aus. 2024 siegte sie in 13,13 s bei den Balkan-Meisterschaften in Izmir und schied kurz darauf bei den Europameisterschaften in Rom mit 13,20 s im Halbfinale aus.
In den Jahren von 2016 bis 2018 sowie von 2020 bis 2023 wurde Christofi zyprische Meisterin im 100-Meter-Hürdenlauf.

## Persönliche Bestzeiten
- 100 m Hürden: 12,84 s (−0,1 m/s), 4. Juni 2023 in Chorzów (zyprischer Rekord)
  - 60 m Hürden (Halle): 7,92 s, 22. Januar 2023 in Luxemburg (zyprischer Rekord)